# Gros-bec noir et jaune
Mycerobas icterioides
Pour les articles homonymes, voir Gros-bec.
Espèce
Statut de conservation UICN

 LC  : Préoccupation mineure
Le Gros-bec noir et jaune (Mycerobas icterioides) est une espèce de passereaux de la famille des Fringillidae. D'après Alan P. Peterson, c'est une espèce monotypique.

## Distribution
Nord-est de l’Afghanistan, extrême nord du Pakistan (Safed Koh), nord de l’Inde (Jammu, Cachemire, Himachal Pradesh, Tehri Garhwal).

## Habitat
Ce gros-bec assez commun fréquente les forêts de chênes (Quercus), de cèdres de l’Himalaya (Cedrus deodara), de sapins de l’Himalaya (Abies spectabilis), d’épicéas de l’Himalaya (Picea smithiana) et de pins (Pinus) entre 1500 et 3050 m. Il habite de préférence les forêts de pins, de sapins argentés et de cèdres mais il visite aussi les bois de chênes en hiver.

## Alimentation
Elle a été traitée de façon très généraliste par différents auteurs mentionnant des pousses et de graines de conifères, des baies et des graines d’arbres et de buissons ainsi que des insectes mais Roberts (1992) a apporté une plus importante contribution à l’alimentation. Les gros-becs prélèvent différentes graines d’arbres et en particulier de l’if commun (Taxus baccata) dont le broyage des arilles occasionne un bruit audible à 25 m de distance. Il les a vus aussi se nourrir de cynorrhodons de rosier, fin décembre, sous une neige épaisse dans la petite ville de Murree, de jeunes pousses de sapin argenté (Abies pindrow), au mois de mai à Dunga Gali, et de cigales, en juillet et en août, sur les collines de Murree. Des larves et des escargots complètent le régime alimentaire. Roberts (1992) ajoute que Ashiq Ahmad, du Wildlife Investigation Officer, Pakistan Forest Institute, l’informa en 1984 que lors d’une prolifération estivale de phalènes du pin (Bupalus piniaria), les gros-becs du secteur exploitèrent intensivement cette surabondance de nourriture. Ils capturaient uniquement des papillons adultes en prenant soin de leur retirer les ailes avant de les avaler.

## Mœurs
Bates et Lowther (1952), qui l’ont observé dans le Cachemire, rapportent : « Ce gros-bec, avec sa grande taille, son plumage aux couleurs vives et son bec massif, est le fringille le plus frappant de l’ouest de l’Himalaya. Il reste souvent immobile dans les bois de pin mais des émissions vocales trahissent sa présence. Ces sifflements sonores et agréables résonnent souvent au loin à travers les versants boisés. Ils sont souvent répétés lorsque ces oiseaux se déplacent en groupes à travers les cimes des arbres. Un cri de contact, émis au repos, est aussi utilisé par les deux sexes quand ils s’interpellent du nid. En plus des graines, ils se nourrissent de jeunes pousses de pins et de baies qu’ils collectent dans le sous-bois. » Ces auteurs ajoutent qu’ils ont observé plus de 50 gros-becs, apparemment tous des mâles, sortant ensemble d’une formation de grands et épais buissons en lisière de forêt, fin juin, dans la région de Tanin, Cachemire. L’instinct grégaire se retrouve aussi dans leur habitude de jucher ensemble même pendant la reproduction mais il tend à s’intensifier après la nidification car des groupes plus ou moins importants ont régulièrement été observés à cette époque.
Hors saison de reproduction, les gros-becs noirs et jaunes constituent des groupes plus ou moins importants (parfois plusieurs dizaines d’individus) et descendent à plus basse altitude (2000 m ou encore plus bas) notamment en cas d’importantes chutes de neige comme à Daramsala en Himachal Pradesh en janvier 2005, photos à l’appui (in Ottaviani 2008).
Un petit groupe de mâle et de femelles a été photographié en train de fourrager dans les feuilles mortes en février 2008 à 2200 m d’altitude, près de Naini Tal en Uttarakhand, nord de l’Inde, ce qui confirme l’instinct grégaire de l’espèce hors période de nidification, photos à l’appui (in Ottaviani 2008).

## Parade nuptiale
Selon Roberts (1992), les premières parades nuptiales commencent en juin dans les
collines de Murree, nord du Pakistan, quand des mâles se mettent à présenter des brindilles
aux femelles. Cet auteur a également observé une parade un 19 juin dans la vallée
de Kao, nord du Pakistan. Le mâle s’envole jusqu’à un perchoir situé juste au-dessous
de la femelle dans un érable. Le bec rempli de petites baies, il commence à faire
vibrer ses ailes tout en émettant une série d’appels gazouillés. Puis il se place à côté
d’elle, allonge son corps et déploie plus amplement ses ailes tout en les agitant rapidement.
Quand la femelle accepte un peu de nourriture, l’accouplement se produit alors.
Une intéressante photo d’Arun Singh prise en avril 2008 à Tehri Garhwal en Uttarakhand (in Ottaviani 2008), révèle une parade de nourrissage. Elle met en scène un couple perché à la cime d’un cèdre, le mâle avec le bec rempli d’aliments et s’apprêtant à nourrir la femelle. Cette dernière adopte l’attitude du jeune quémandant de la nourriture en redressant fortement la tête et la queue à la verticale, en forme de U, tout en faisant vibrer ses ailes.

## Nidification
D’après Ali & Ripley (2001), la saison dure d’avril à juillet mais avec un pic surtout en mai et en juin. Le nid est une coupe assez large de fins rameaux, d’herbes, de mousse et
de lichen avec un revêtement interne d’herbes fines et de radicelles. Il est construit par les deux sexes et placé entre 3 et 18 m de hauteur dans un conifère, généralement près du tronc. La ponte se compose de deux ou trois œufs verdâtres tachetés, vermiculés et lignés de brun-noir.